# Material input per unit of service
 (octobre 2021).
La mise en forme du texte ne suit pas les recommandations de Wikipédia : il faut le « wikifier ».
Les points d'amélioration suivants sont les cas les plus fréquents :
- Les titres sont pré-formatés par le logiciel. Ils ne sont ni en capitales, ni en gras.
- Le texte ne doit pas être écrit en capitales (les noms de famille non plus), ni en gras, ni en italique, ni en « petit »…
- Le gras n'est utilisé que pour surligner le titre de l'article dans l'introduction, une seule fois.
- L'italique est rarement utilisé : mots en langue étrangère, titres d'œuvres, noms de bateaux, etc.
- Les citations ne sont pas en italique mais en corps de texte normal. Elles sont entourées par des guillemets français : « et ».
- Les listes à puces sont à éviter, des paragraphes rédigés étant largement préférés. Les tableaux sont à réserver à la présentation de données structurées (résultats, etc.).
- Les appels de note de bas de page (petits chiffres en exposant, introduits par l'outil «  Source ») sont à placer entre la fin de phrase et le point final[comme ça].
- Les liens internes (vers d'autres articles de Wikipédia) sont à choisir avec parcimonie. Créez des liens vers des articles approfondissant le sujet. Les termes génériques sans rapport avec le sujet sont à éviter, ainsi que les répétitions de liens vers un même terme.
- Les liens externes sont à placer uniquement dans une section « Liens externes », à la fin de l'article. Ces liens sont à choisir avec parcimonie suivant les règles définies. Si un lien sert de source à l'article, son insertion dans le texte est à faire par les notes de bas de page.
- La présentation des références doit suivre les conventions bibliographiques. Il est recommandé d'utiliser les modèles {{Ouvrage}}, {{Chapitre}}, {{Article}}, {{Lien web}} et/ou {{Bibliographie}}. Le mode d'édition visuel peut mettre en forme automatiquement les références.
- Insérer une infobox (cadre d'informations à droite) n'est pas obligatoire pour parachever la mise en page.

Pour une aide détaillée, merci de consulter Aide:Wikification.
Si vous pensez que ces points ont été résolus, vous pouvez retirer ce bandeau et améliorer la mise en forme d'un autre article.
 (septembre 2021).
L'apport de matière par unité de service (MIPS pour Material input per unit of service) est un concept économique, développé à l'origine à l' Institut de Wuppertal, en Allemagne, dans les années 1990. Le concept MIPS peut être utilisé pour mesurer l' éco-efficacité d'un produit ou d'un service et appliqué à toutes les échelles, d'un produit unique à des systèmes complexes. Le calcul prend en compte les matériaux nécessaires à la fabrication d'un produit ou d'un service. L'entrée de matière totale (MI) est divisée par le nombre d'unités de service (S). Par exemple, dans le cas d'une voiture particulière, le nombre d'unités de service est le nombre total de passagers-kilomètres pendant toute la durée de vie du véhicule. Plus l'apport de matière par kilomètre est faible, plus le véhicule est éco-efficace. L'ensemble du cycle de vie d'un produit ou d'un service est mesurée lorsque les valeurs MIPS sont calculées. Cela permet de comparer la consommation de ressources de différentes solutions pour produire le même service. Lorsqu'un seul produit est examiné, les calculs MIPS révèlent l'ampleur de l'utilisation des ressources tout au long du cycle de vie et aident à concentrer les efforts sur les phases les plus importantes pour réduire la charge environnementale du produit.

## Augmenter l'efficacité des ressources
Il existe deux façons de réduire la consommation de matière par unité de service, l'entrée de matière (MI) du produit peut être réduite ou la quantité d'unités de service (S) peut être augmentée. L'apport de matières dans la phase de production peut être réduit en utilisant moins d'énergie ou de matières premières. Les chaînes de transport peuvent également être rationalisées. Dans la phase d'utilisation, l'apport de matière par unité de service peut être réduit lorsque la quantité de service produit est augmentée. Par exemple, dans le cas d'un journal, l'apport de matière peut être réduit en utilisant du papier recyclé au lieu du papier primaire. L'entrée de matière par lecteur diminue lorsque le même papier est partagé avec plusieurs personnes. Des produits de haute qualité et la disponibilité de pièces de rechange augmentent potentiellement la durée de vie du produit. Lorsque la durée de vie d'un produit est augmentée, la consommation de matière par unité de temps diminue.